# Isole Kerkenna
Le isole Kerkenna, talvolta Kerkennah, (in arabo جزر قرقنة‎?, Juzur Qarqana; in italiano Cercara o Cercina) sono un arcipelago situato al largo di Sfax, sulla costa orientale della Tunisia, nel Golfo di Gabès. L'arcipelago dista 17,9 km da Sfax e 120 km dall'isola italiana di Lampedusa.

## Geografia

### Morfologia
Le isole sono pianeggianti e la loro altitudine non supera mai i 12 m sopra il livello del mare. Il terreno è secco ed in stato di desertificazione. La vegetazione è prevalentemente costituita da palme, xerofite e da esemplari di alofite. Nell'arcipelago vive la specie autoctona del dipodillo delle isole Kerkennah.

### Clima
Il clima è secco e temperato, con forti venti periodici dovuti alla posizione delle isole nel Golfo di Gabès, che le espone ai venti, detti gharbi (occidentali) provenienti per l'appunto dal Sahara. Il sito è classificato come zona umida di importanza internazionale dalla Convenzione di Ramsar.

### Isole
| Isola                       | Area in Km² | Abitanti | Centri abitati                                |
| --------------------------- | ----------- | -------- | --------------------------------------------- |
| Isola di Chergui            | 110         | 11.159   | Attaya, En-Najet, Kraten, Ouled Kacem, Ramla, |
| Isola di Gharbi             | 69          | 4.342    | Melita, Sidi Youssuf, Dar 'Izz ad Din         |
| Isola di Gremdi             | 1.9         |          |                                               |
| Isola di Roumadia (grande)  | 1.5         |          |                                               |
| Isola di Ferkik             | ?           |          |                                               |
| Isola di Lazdad             | 0.7         |          |                                               |
| Isola di Sefnou             | 0.5         |          |                                               |
| Isola di Roumadia (piccola) | 0.04        |          |                                               |
| Isola di Charmedia          | 0.02        |          |                                               |
| Isola di El Haj Hmedia      |             |          |                                               |
| Totale                      | 179         | 15.501   |                                               |

## Storia

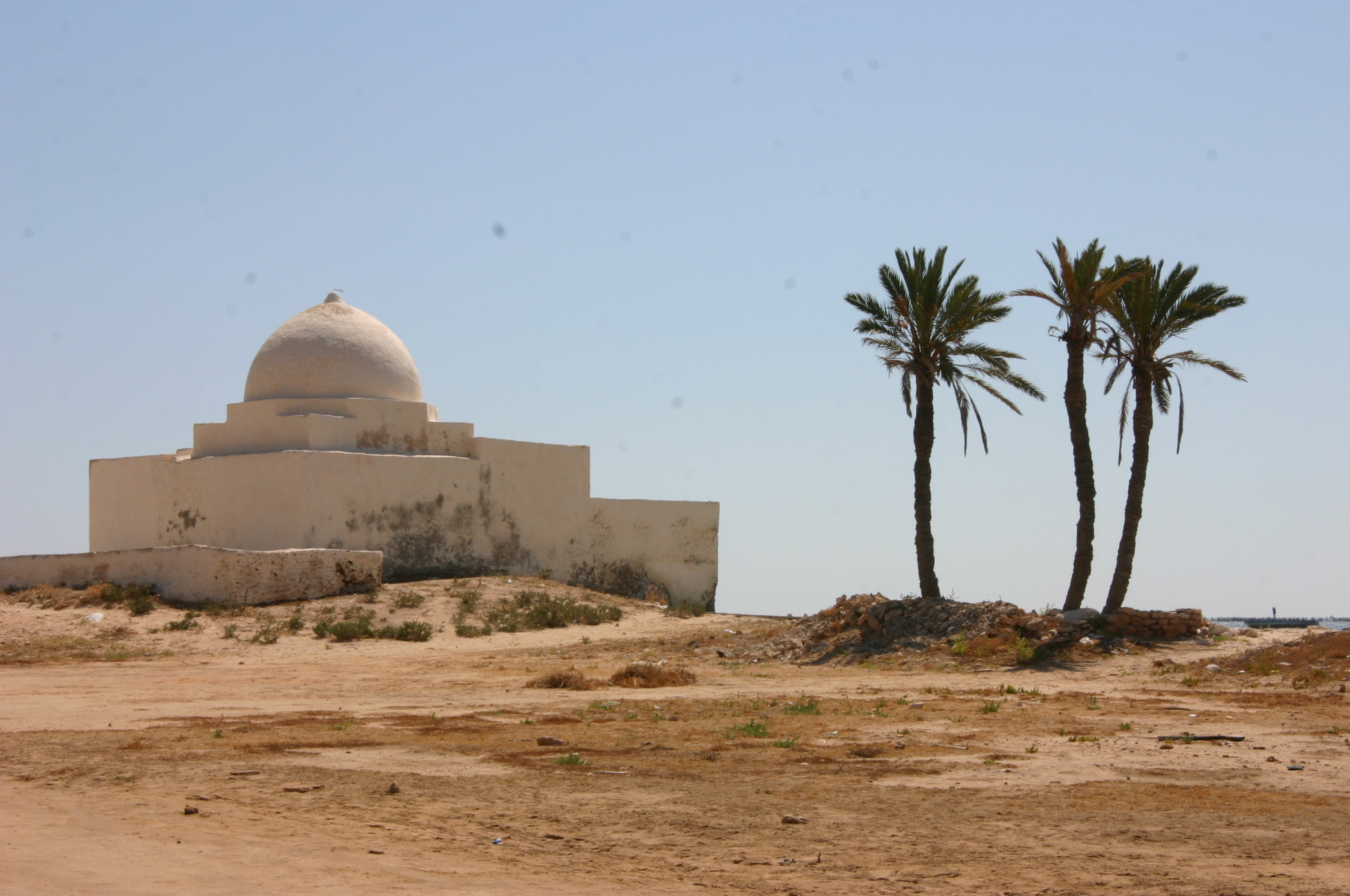
Un marabutto - dall'arabo murābiṭ, che indica la tomba di un santo sufi vissuto in un eremo (ribāṭ) - a Kerkenna

Inizialmente abitate da popolazioni libico-berbere, sulle isole fu costruito un porto dai romani, che fungesse da centro di smistamento del commercio e da punto di controllo. I Romani denominarono l'arcipelago col nome di Cercina.
Durante l'era romana fu luogo di esilio di Annibale e di Sempronio Gracco. Il condottiero cartaginese Annibale, sconfitto nel 202 a.C. nella battaglia di Zama, scelse per non patteggiare con i romani l'esilio nelle isole Kerkenna. Sempronio Gracco, amante di Giulia, progettò nel 2 a.C. una congiura contro Augusto; l'imperatore, scoperta la congiura, allontanò Sempronio da Roma, esiliandolo nelle Kerkenna.
Con la caduta dell'Impero romano d'Occidente, le isole tornarono ai nativi.
Nel 1941, durante la seconda guerra mondiale, presso le sue coste fu combattuta la Battaglia del Convoglio Tarigo, tra Regno Unito e Regno D'Italia.
Nel "Campo Cercinia", al largo delle coste, a causa della rottura della tubazione nel pozzo petrolifero, si è registrato nel 2016 un riversamento del petrolio nelle acque. Tale disastro ha condizionato l'occupazione di una popolazione già condizionata da un alto tasso di disoccupazione giovanile al 35% e da una situazione sanitaria precaria.
Le coste del porto di El Ataya (in prossimità delle acque territoriali maltesi) sono diventate recentemente da scalo di arrivo di turisti a scalo di partenze di migranti. Molte di queste partenze hanno avuto un approdo infausto: nel 2017 in particolare si è registrata una collisione tra una nave della Marina tunisina e un'imbarcazione carica di migranti.

## Società

### Demografia
L'arcipelago si compone di 9 isole, ma solo 2 di esse sono abitate: Chergui (110 km²) e Gharbi (69 km²). La città principale delle isole è Remla (su Chergui), la cui popolazione è, al censimento del 2014, di 2623 persone.
La popolazione delle isole è calata drasticamente dopo il 1980, a causa della siccità. Moltissime persone, impossibilitate a irrigare i campi o a bere per la mancanza di acqua potabile, furono costrette all'emigrazione, diretta in particolar modo verso la vicina Sfax. In estate la popolazione delle isole decuplica, per il ritorno stagionale degli emigranti dalla Tunisia continentale (soprattutto Sfax e Tunisi), ma anche dall'estero (Francia o Italia): allora l'arcipelago conta più di 15 000 abitanti.

### Religione
Così come nel resto della Tunisia, anche nelle Kerkenna la popolazione si professa di culto musulmano.
Il santo patrono delle isole Kerkenna è Sidi Ali Khanfir.

## Economia

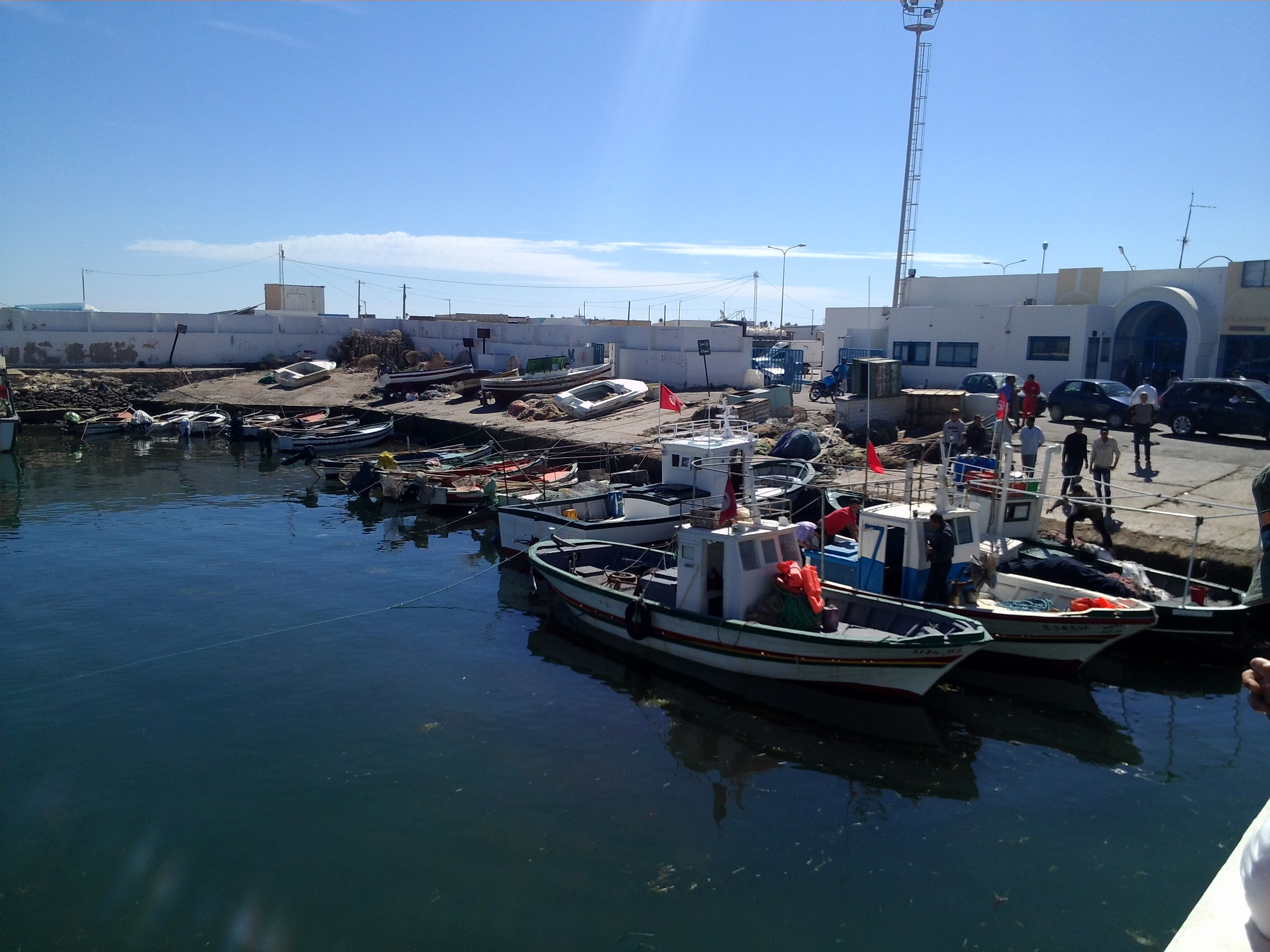
Vista del porto di Sidi Youssef

### Settore primario
Non essendoci presupposti per aprire industrie o coltivazioni, gli abitanti delle isole vivono del proprio bestiame (capre e pollame) o della pesca (in particolare di polpo, muggine, vongole e spugne), il cui prodotto viene per la massima parte esportato.
Degna di nota è, in tal senso, la città di Kraten  (a nord-est nell'isola di Chergui), principale porto dell'arcipelago rinominato per la pesca del polpo.
Viene praticata anche una modesta agricoltura di sussistenza a base di cereali (orzo), ulivi, viti e fichi, molto vincolata dal clima e insufficiente a soddisfare il fabbisogno interno. Le palme e le vegetazioni di alfa vengono impiegati per reti e cappelli. La produzione di vino di palma, un tempo fiorente, oggi è molto limitata.
Sono presenti alcuni modesti giacimenti petroliferi.

### Turismo

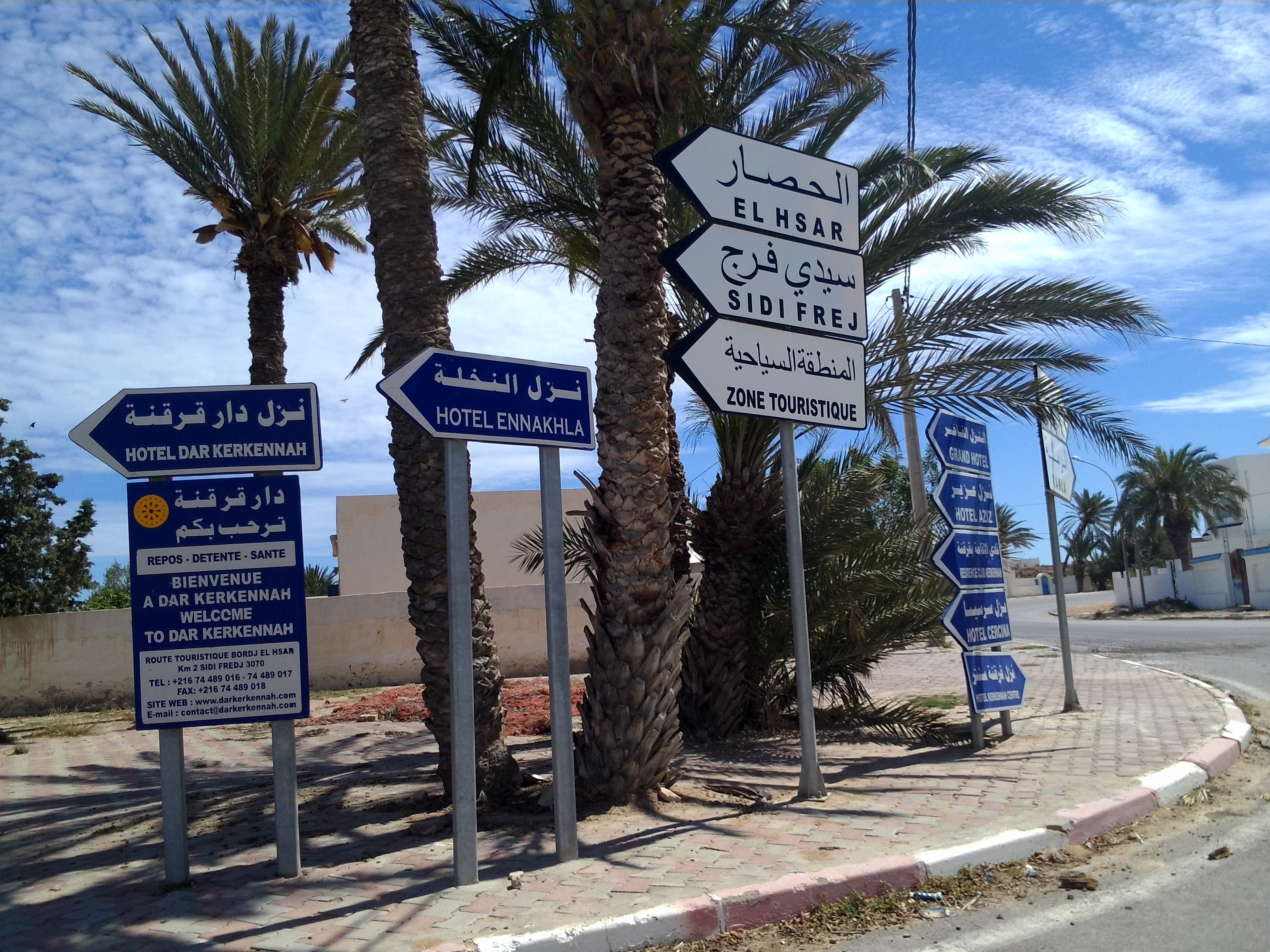
Segnaletica turistica.

Il turismo internazionale non ha toccato le isole, tuttavia esse sono meta delle vacanze di molti tunisini, che qui spesso costruiscono una seconda casa.
L'area turistica più sviluppata è quella del Sidi Fredj sulla costa nord-occidentale dell'isola di Chargui, con una rete di alberghi e ristoranti.

### Infrastrutture e trasporti

#### Strade
La strada principale delle isole è la RR204 (Route Régionale) che attraversa l'arcipelago, tra Sidi Youssef (all'estremità occidentale) ed El Attaya (all'estremità orientale), il cui percorso è lungo 34 km. Escluse alcune strade comunali asfaltate come la RL885 (Route Locale) per Kraten o la RL957 Ouled Kacem-Sidi Fredj, la gran parte delle strade delle due isole è solo sterrata.

#### Porti
Sulle isole sono presenti 3 porti di cui, sull'isola più occidentale Ghabri, il porto di Sidi Youssef collegata tramite traghetto al porto Sidi Mansour di Sfax. Gli altri due porti, situati a El Attaya e Kraten, sono porti dedicati principalmente alla pesca commerciale. Oltre ai tre porti, sono presenti sulle isole una decina di moli di attracco usati per la pesca sportiva ed attività turistiche.

## Cultura

### Musei e monumenti
Nel territorio insulare sono presenti 25 marabutti (tombe) dei santi locali, i cui nomi compaiono anche nella toponomastica del territorio. Uno di questi marabutti è di Sidi Youssef, che dà il nome al porto più occidentale dell'arcipelago.
Nel 2006 è stato inaugurato nel villaggio di El Abbassia il Museo del patrimonio insulare delle Kerkenna, che conserva alcuni reperti legati alla storia dell'arcipelago. Tra i vari reperti ve ne sono alcuni riconducibili all'era romana e a quella vandala.

### Folklore

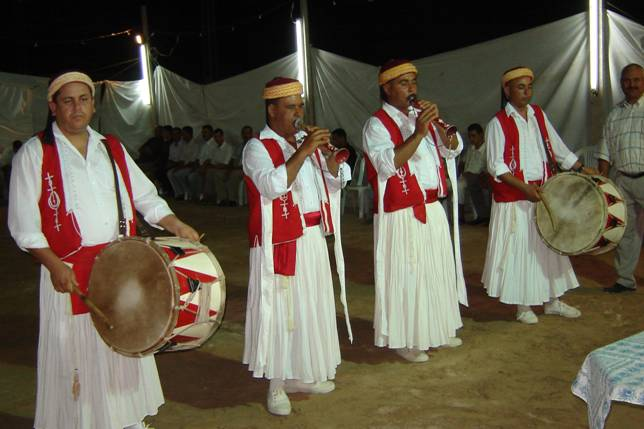
Gruppo folkloristico delle Kerkenna

È ancora viva la tradizionale esibizione di gruppi folkloristici, caratterizzati da una tunica bianca e una stola rossa portata al livello del collo.
I balletti sono accompagnati dalla voce e da strumenti musicali (tra cui la zurna).

### Sport
Nel 1999 è stato costruito a Remla, la città più popolosa, uno stadio di calcio. Lo stadio attualmente viene usato da club amatoriali; il club più prestigioso dell'arcipelago, l'Océano Club de Kerkennah, gioca in casa a Sfax e milita nella seconda divisione del calcio tunisino.
Recentemente l'arcipelago è stato luogo di manifestazioni internazionali di triathlon.

### Nella cultura di massa
Su una delle isole è stata registrata la miniserie televisiva L'ombra del destino con Romina Mondello, Adriano Giannini e Marco Leonardi.